# Église Saint-Sauveur de Manosque
L’église Saint-Sauveur de Manosque est une église située dans le département français des Alpes-de-Haute-Provence en région Provence-Alpes-Côte d'Azur. Combinant les styles roman et gothique, construite du XIIe siècle au XIVe siècle. Elle fait l’objet d’un classement au titre des monuments historiques depuis le 11 juillet 1975. Elle renferme un orgue construit par Meyssonnier en 1625 et transformé par Piantanida, lui-même classé en 1908 et 1971 au titre objet des monuments historiques

## L’édifice
Moins ancienne que l'église Notre-Dame de Romigier, l'église Saint-Sauveur de Manosque donne sur la place ombragée du même nom, laquelle est agrémentée d’une fontaine en fonte ornée de quatre cygnes. De style roman et gothique, ceci étant expliqué par cela, elle fut édifiée dès la fin du XIIe siècle et jusqu’au XIVe siècle. Consacrée en 1372 par l’évêque Ranulphe de Gorse, neveu du pape Innocent VI, elle fut toutefois ouverte au culte dès 1250.
Elle est flanquée d’un clocher-tour carré surmonté d’un élégant campanile de ferronnerie, un des plus anciens et des plus beaux de Provence. Ce chef d’œuvre, monté et assemblé sans aucune soudure, fut réalisé en 1725 par un forgeron de Valensole, Guillaume  Bounard, natif de Rians, pour la tour de l’horloge sise autrefois sur cette place Saint-Sauveur. À la suite de la démolition de cette tour en 1862, le campanile fut transféré en juillet 1869 sur le clocher de l’église, celle-ci ayant perdu son campanile lors du séisme de 1708. Très ouvragé, de forme sphéroïdale, riche en entrelacs serrés et compliqués, il est couronné d’un haut fleuron avec boule surmontée d’une croix ; sa partie supérieure, vue de bas en haut, dessine une rosace sur le ciel.
On pénètre par un portail gothique dans une nef romane,  revoûtée d’ogives au XVIIe siècle, qui a conservé son transept roman à berceaux transversaux dont la croisée est couronnée d’une coupole sur trompes. L’abside est couverte d’un cul-de-four nervé. On y trouve un riche mobilier, notamment des sièges en bois sculpté et des toiles du XVIIe et du XVIIIe siècles. En se retournant on ne peut manquer l’imposante tribune en bois polychrome et doré supportant un orgue très ancien.

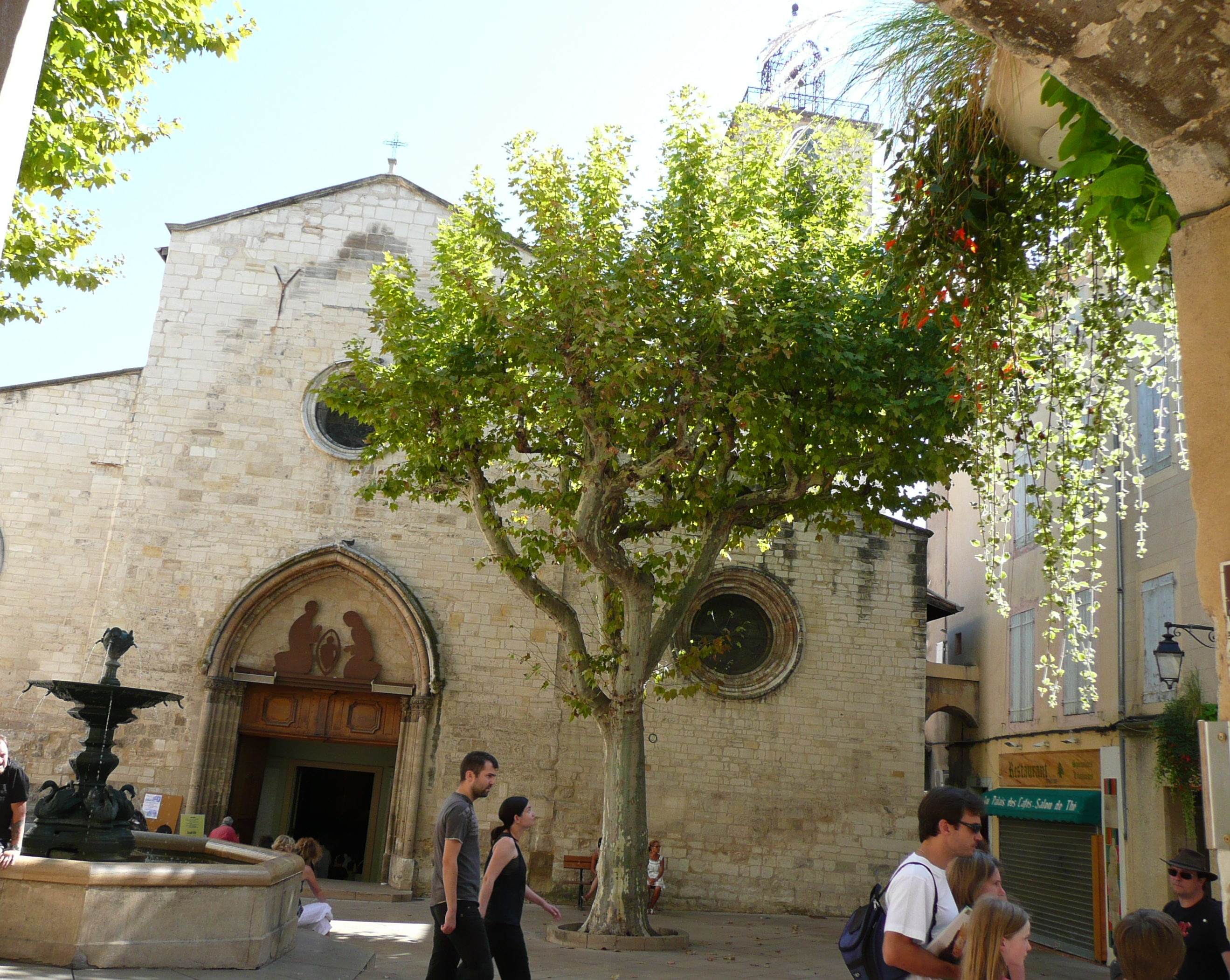
Façade ouest et clocher.
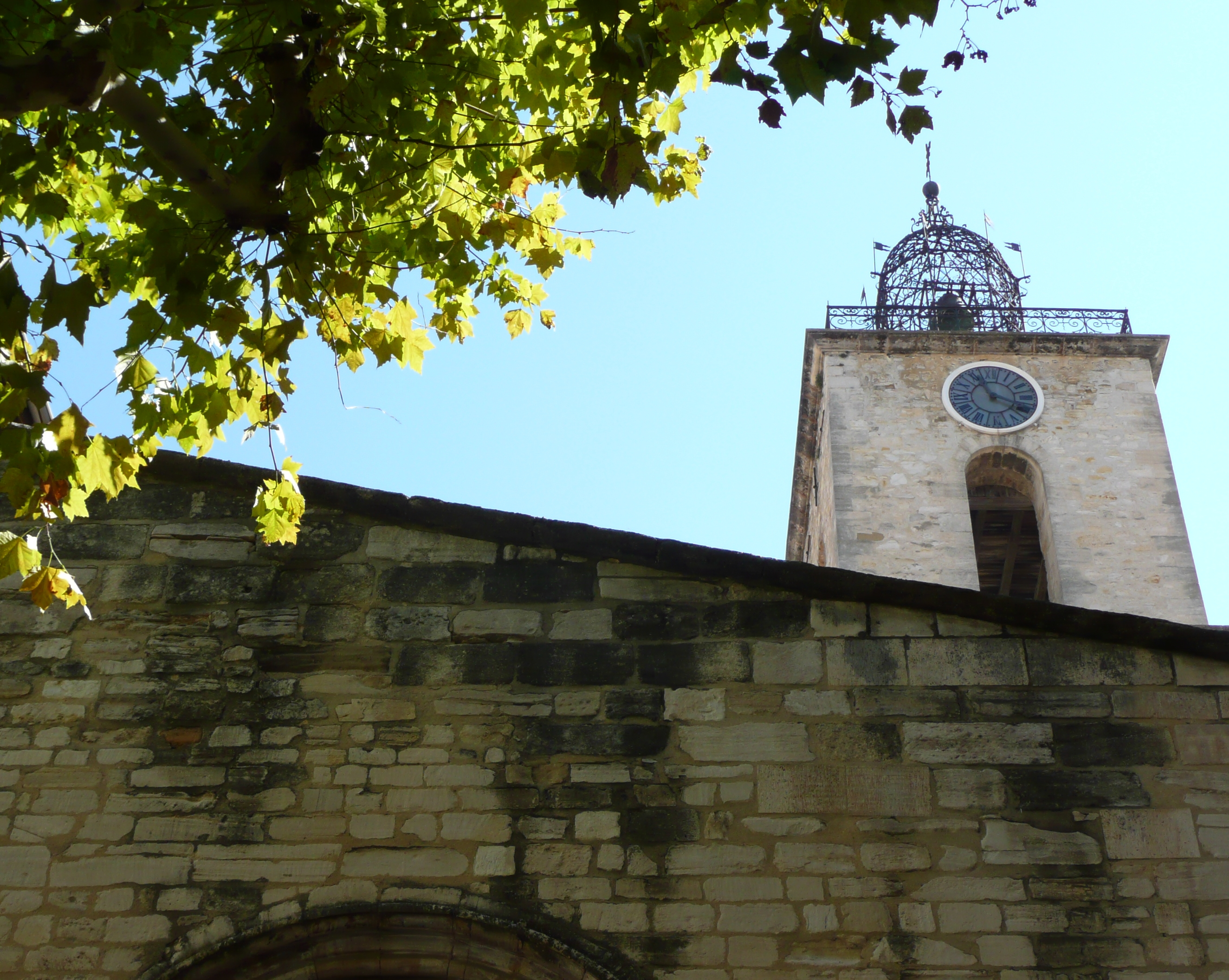
Clocher-tour.
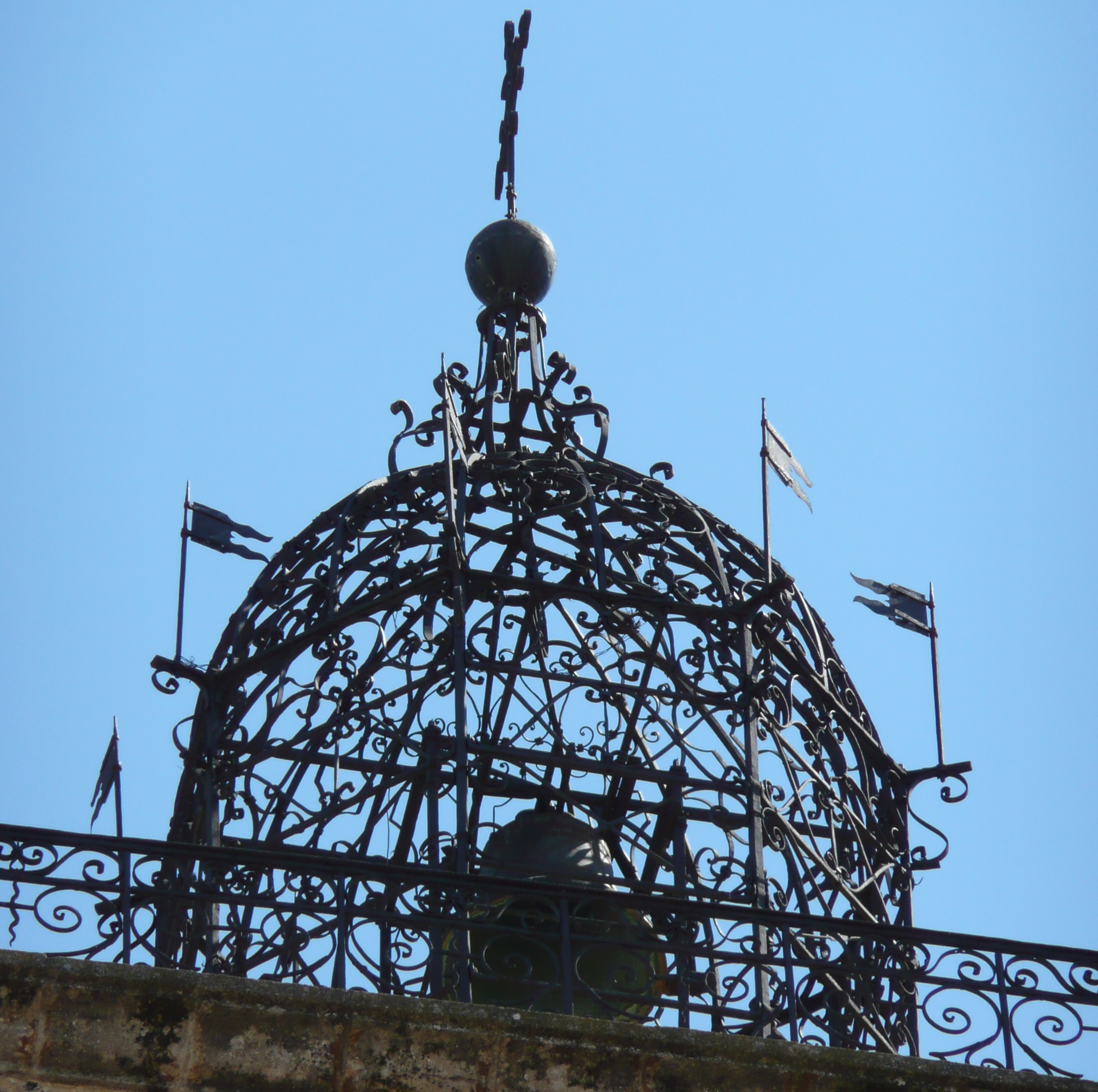
Campanile.
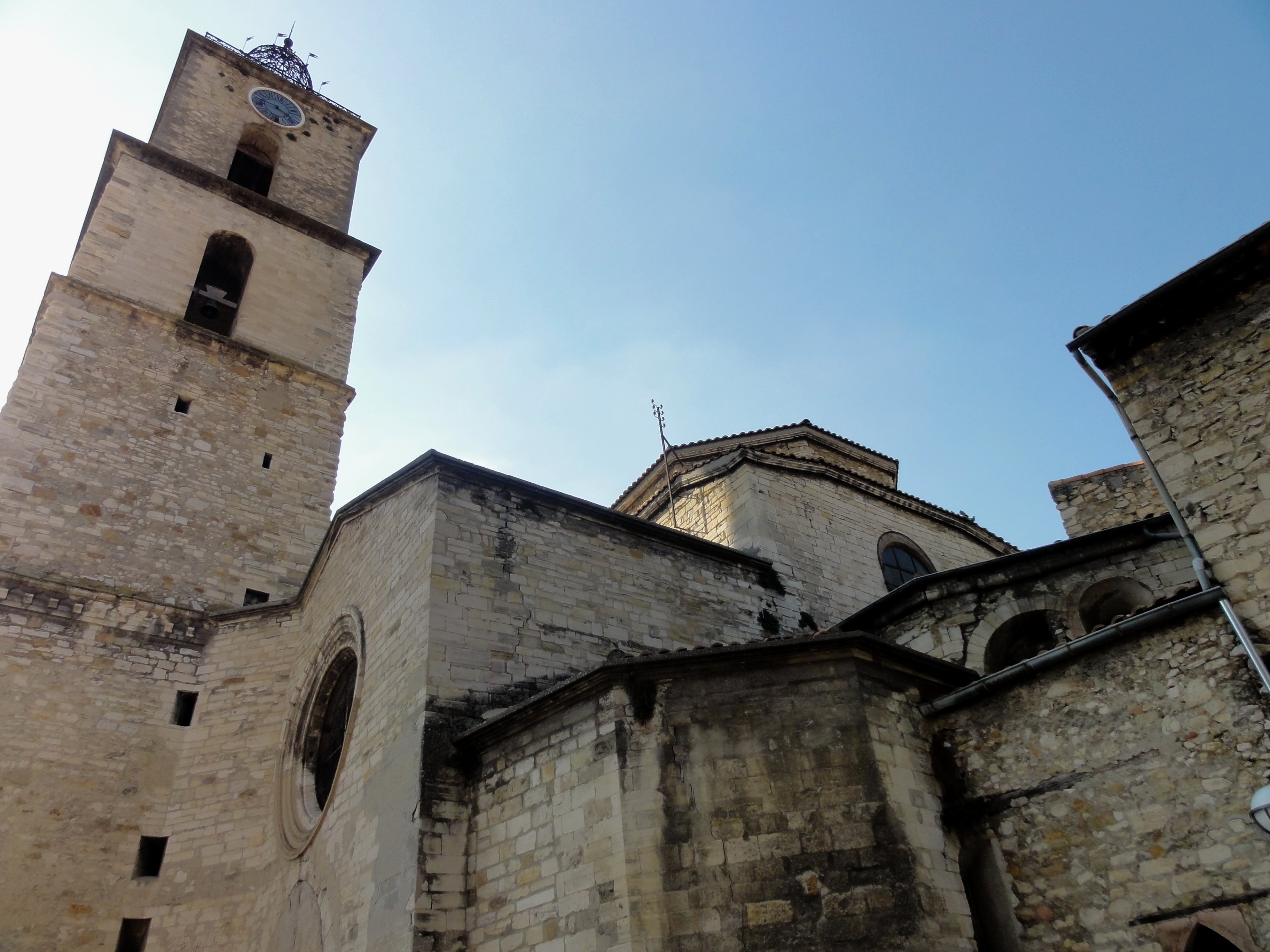
Façade arrière.
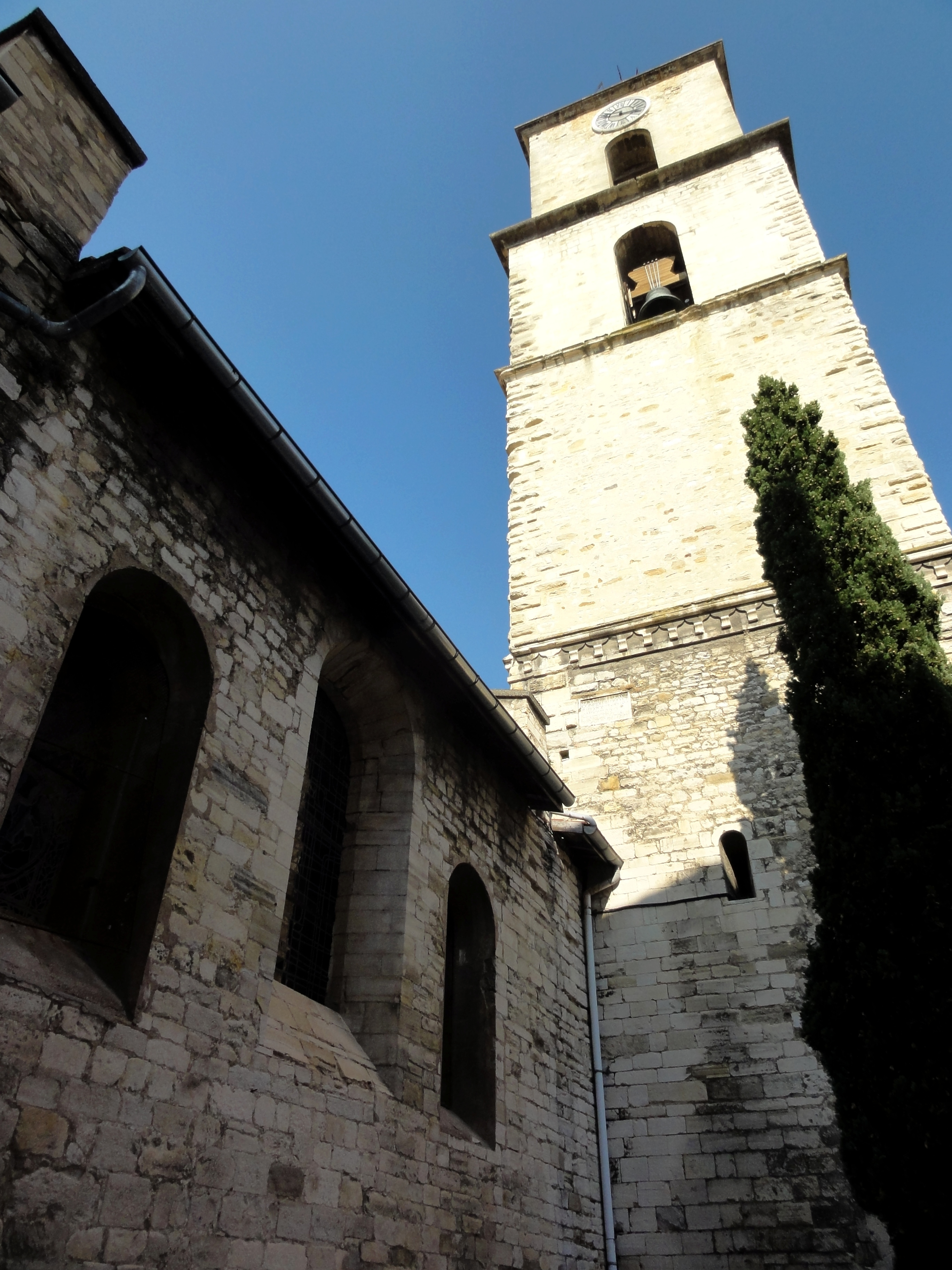

## L’orgue Meyssonnier-Piantanida

### Historique
De l’instrument construit en 1625 par Esprit Meyssonnier, appartenant à une dynastie de menuisiers-sculpteurs-organiers de Cavaillon dans le Vaucluse ayant œuvré dans le Gard,  le Comtat Venaissin et la Provence, ne subsiste que le splendide buffet et 473 tuyaux dont 33 de l’ancienne Montre réutilisés sur le sommier.
En 1663 première restauration par un anonyme, puis en 1812 travaux du marseillais Jacques Genoyer ; à cette époque l’orgue comprend 12 jeux.
En 1815 reconstruction totale par le facteur lombard Piantanida, auteur, entre autres, de l ‘orgue « doré » de la métropole Notre-Dame-des-Doms à Avignon.
En 1845 la maison Daublaine & Callinet remplace la trompette et le hautbois.
L’ensemble regroupant la tribune et le buffet fait l’objet d’un classement au titre objet des monuments historiques depuis le 19 juin 1908.
En 1961 relevage sans modification de Jean-Albert Négrel de Roquevaire.
La partie instrumentale fait l’objet d’un classement au titre objet des monuments historiques depuis le 25 mars 1971.
En 1977 restauration par Alain Sals d’Entrechaux dans le Vaucluse puis en 2006.

### Description
Le buffet est  nettement de style italien, comme tous les orgues provençaux et comtadins de cette époque, c'est-à-dire simple, de modestes dimensions, plat, sans claires-voies au-dessus des tuyaux, avec toutefois les premières influences typiquement françaises : tourelles venant rompre la monotonie de la façade et éléments ornementaux. Le soubassement est particulièrement remarquable avec ses petits panneaux cloisonnés portant des rosaces, des trophées d’instruments de musique et des cartouches. Les tourelles reposent sur des culs-de-lampe fort travaillés : feuillages stylisés pour la centrale, têtes de chérubins pour les latérales. Il est fortement probable que Jean-Esprit Isnard, plus d’un siècle plus tard, a vu ce buffet et s’en est inspiré pour l’orgue de la cathédrale Saint-Sauveur d'Aix-en-Provence (photo). Il a été restauré en 1977 par Claudine Bruno et Christian Caruso.  
Composition
| Premier rang               |
| Principale primo bassi     |
| Principale primo soprani   |
| Trombe bassi               |
| Trombe soprani             |
| Violoncello bassi 4'       |
| Flautone soprani           |
| Flautone sopr. traversière |
| Flagioletto bassi          |
| Flauto in ottava           |
| Cornetto primo             |
| Cornetto secundo           |

| Second rang                |
| Principale secondo bassi   |
| Principali secondo soprani |
| Ottavai                    |
| Quintadecima               |
| Decidenona                 |
| Vigesima seconda           |
| Ottava soprani             |
| Vigesima sesta             |
| Vigesima nona              |
| Trigesima terza            |
| Sequialtera                |
| Voce umana                 |

| Pédale                 |
| 1er Rang               |
| Bombarde al pedali     |
| Contrebassi al pedali. |
| Second rang            |
| Timbali ai pedali      |
| Flauto ai pedali.      |

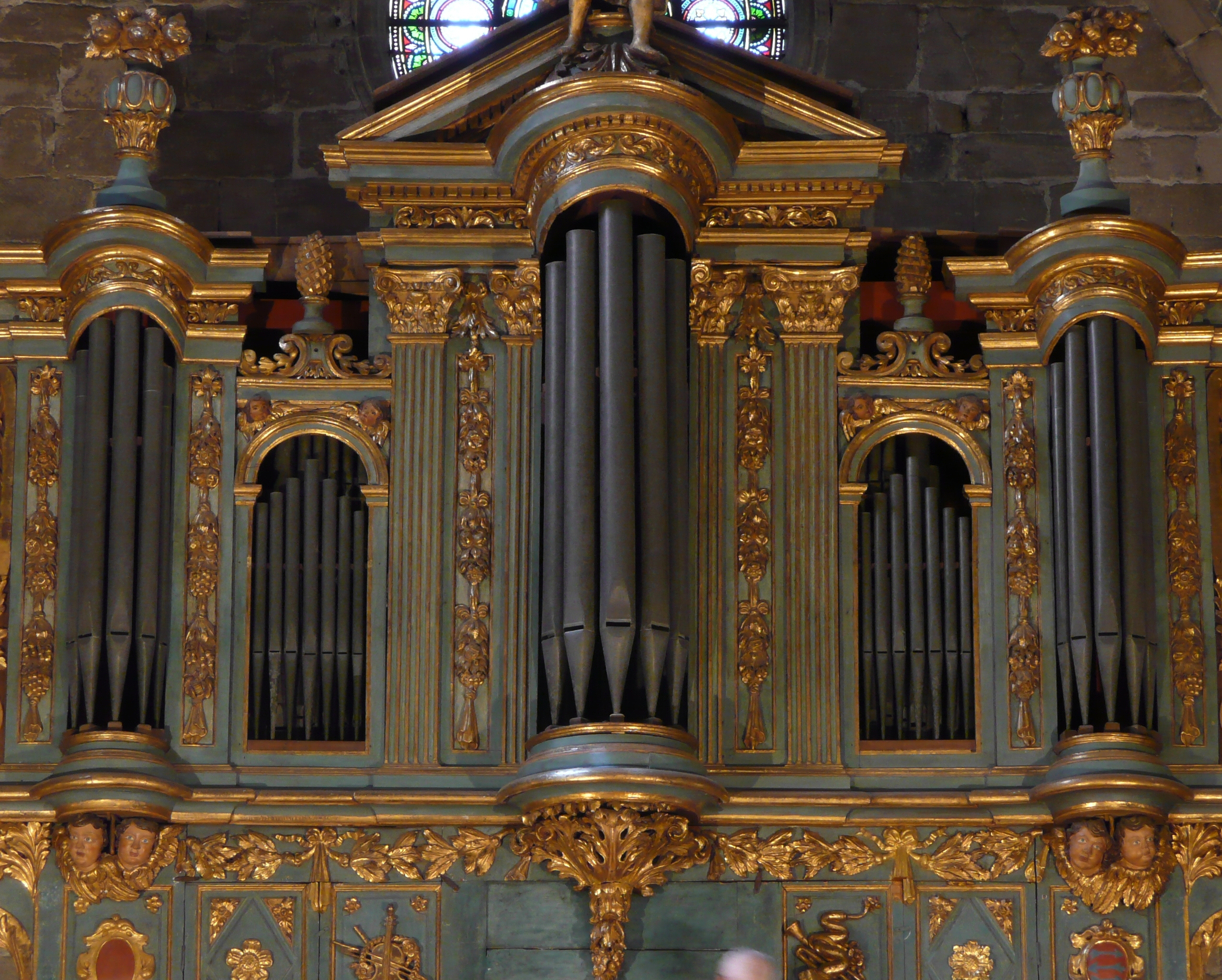
Montre de l'orgue.
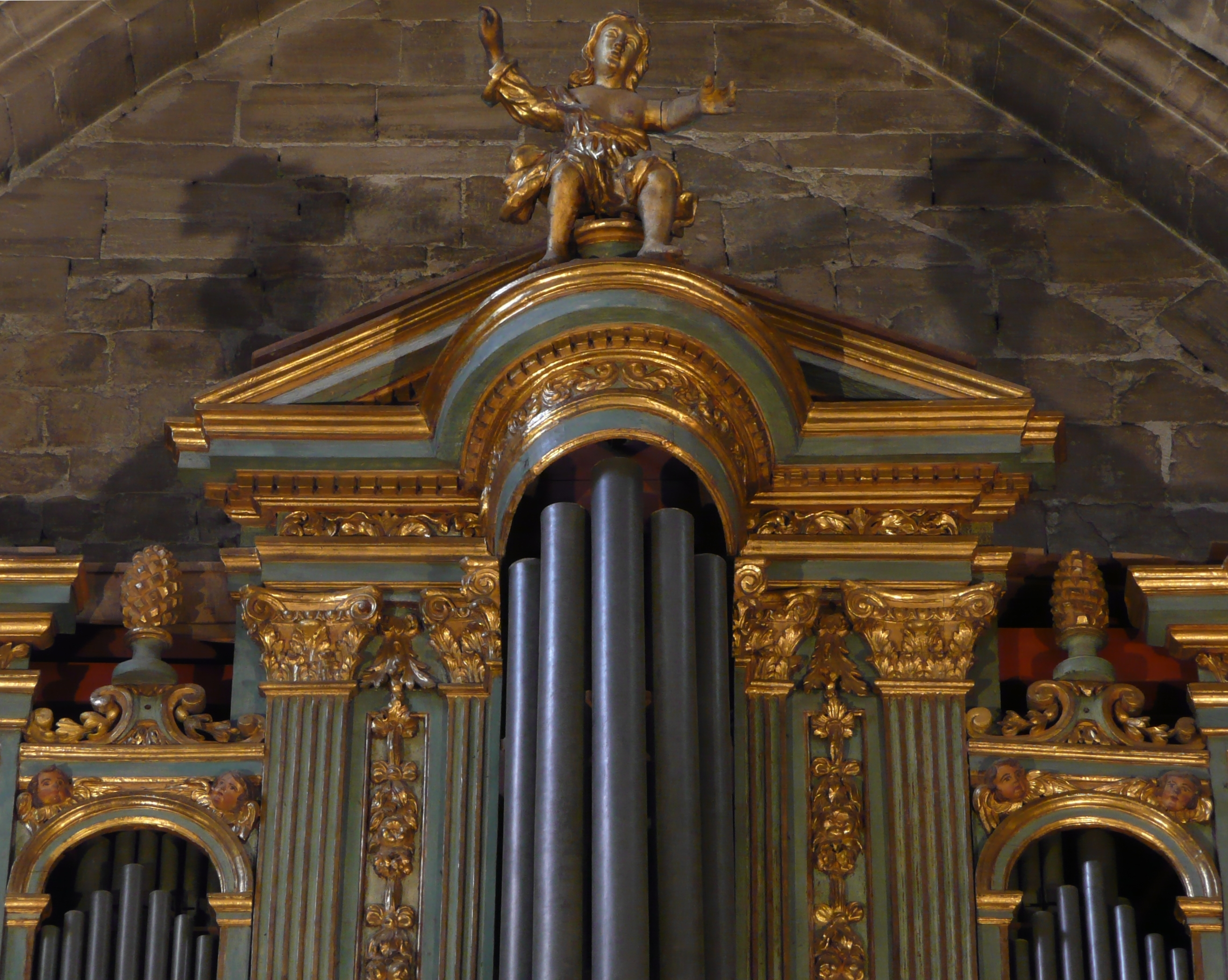
Fronton triangulaire appuyé sur l'entablement central.
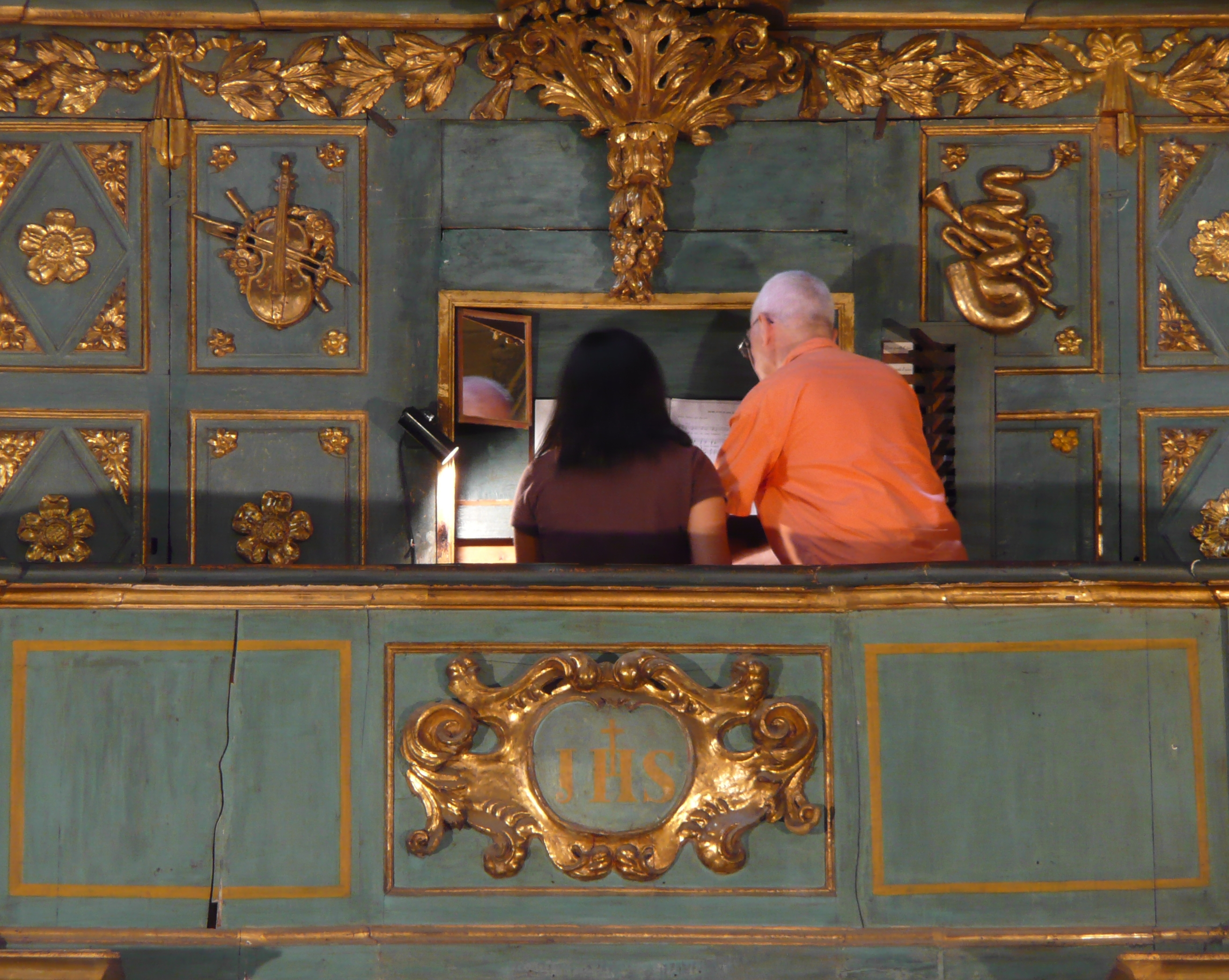
Console en fenêtre.

L’orgue est doté d’un clavier unique de 54 notes  comprenant 13 jeux et d’un pédalier dit : «  à l’italienne », en tirasse permanente de 13 notes, possédant néanmoins un jeu double en propre : Contrabassi 16’ + 8’. La console est en fenêtre avec des tirants de registres regroupés à droite et manœuvrant à l’italienne, c'est-à-dire latéralement, de gauche à droite dans le plan du soubassement. La traction des notes est bien sûr entièrement mécanique ; le sommier unique est de Piantanida ainsi que la majorité de la tuyauterie sauf les 473 tuyaux de Meyssonnier, la trompette et le hautbois de Daublaine & Callinet ainsi que deux rangs du Ripieno, les dessus de la tierce plus quelques compléments de ci de là qui sont d’Alain Sals.
Les treize jeux manuels sont répartis en deux familles :
| Ripieno                               | Stromenti                   |
| ------------------------------------- | --------------------------- |
| Principale primo (soprani & bassi) 8' | Vocce umana (soprani) 8'    |
| Principale secundo 8'                 | Sesquialtera 1'3/5 + 1'1/3  |
| Ottava 4'                             | Cornettoa 5 rangs           |
| Decima quinta 2'                      | Flauta in ottava 4'         |
| Decima nona 1'1/3                     | Oboe (soprani) 8'           |
| Vigesima secunda 1'                   | Tromba (soprani & bassi) 8' |
| Vigesima sesta e nona 2/3' + 1/2'     |                             |

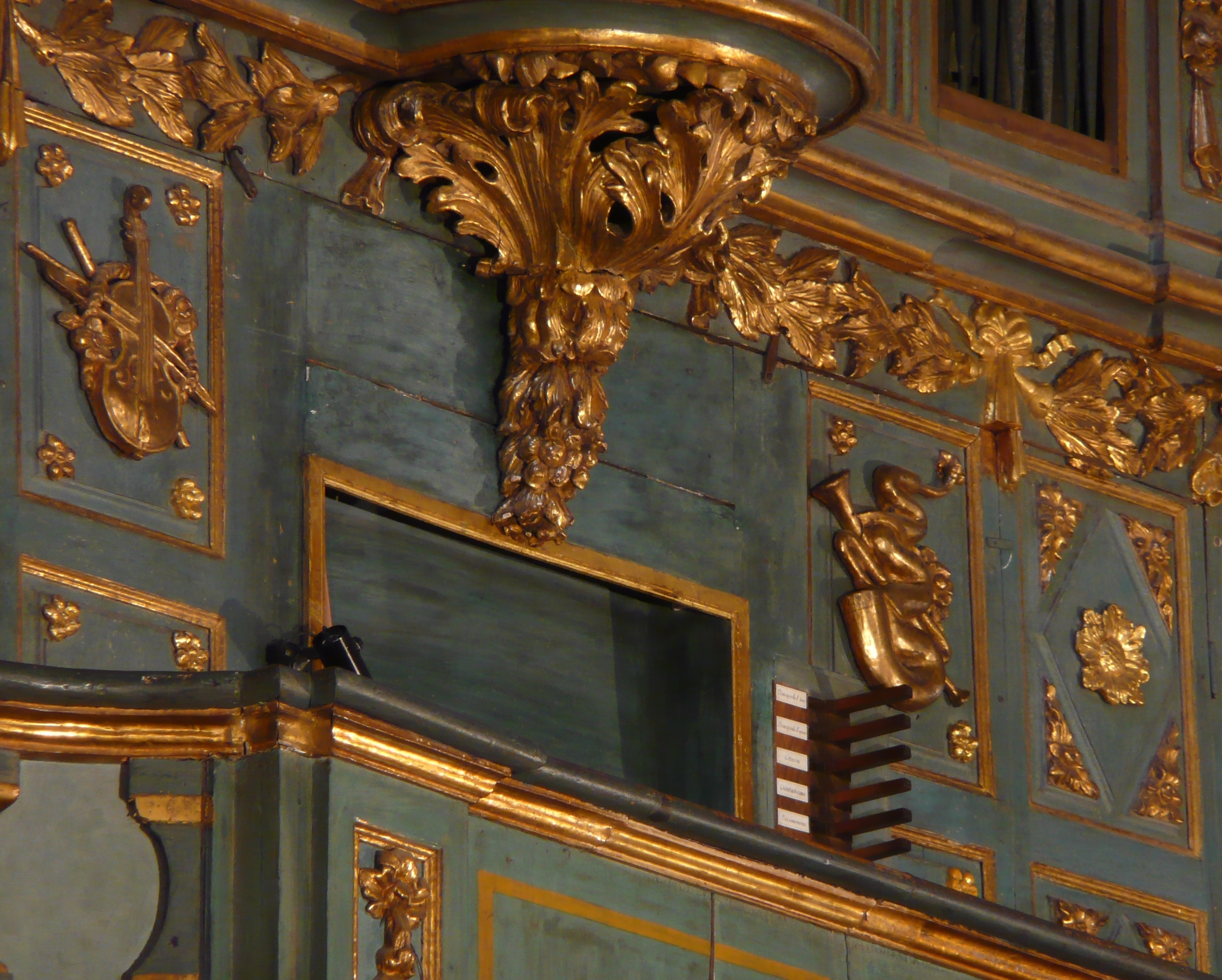
Tirants de registres à l'italienne.
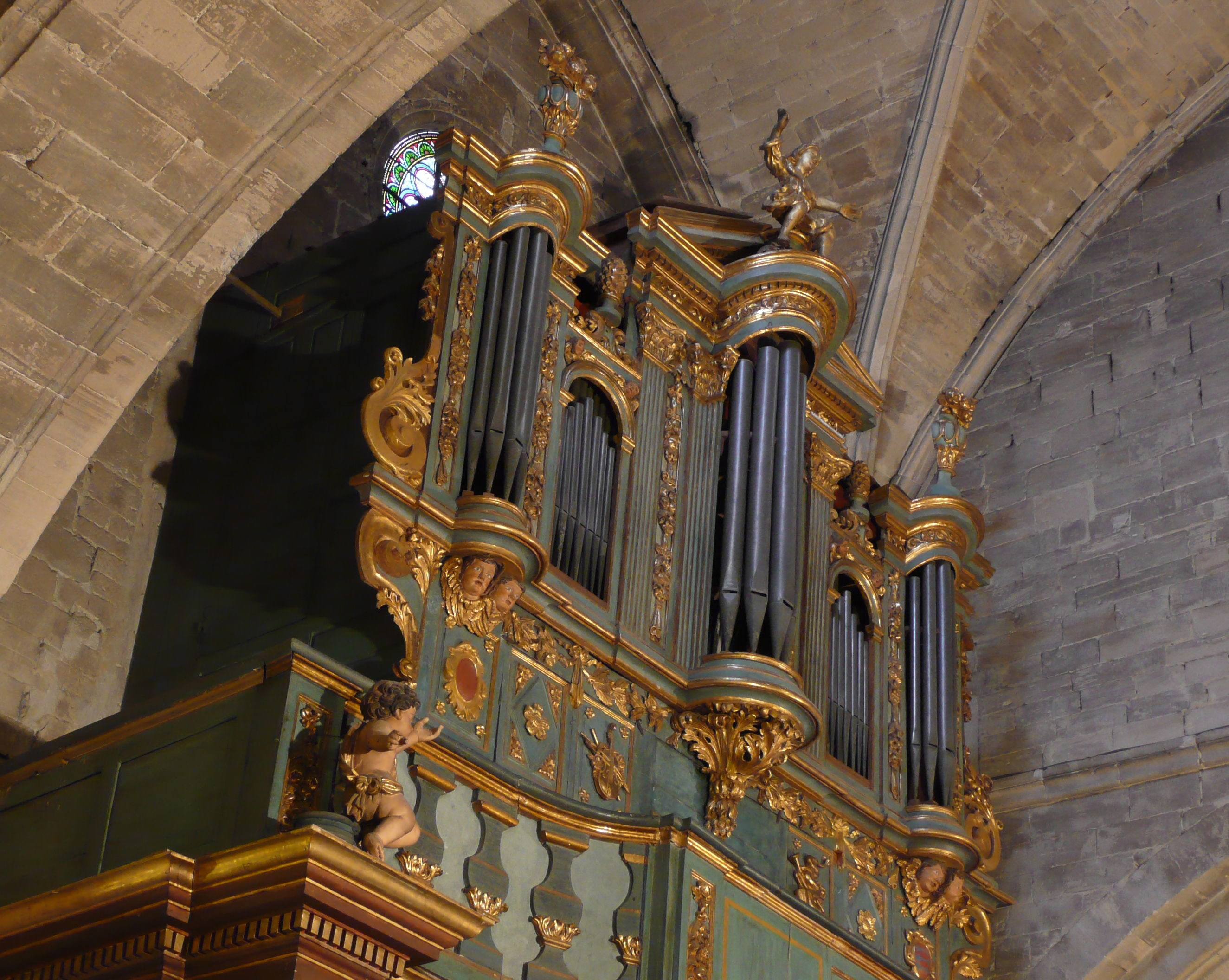
Vue de biais.
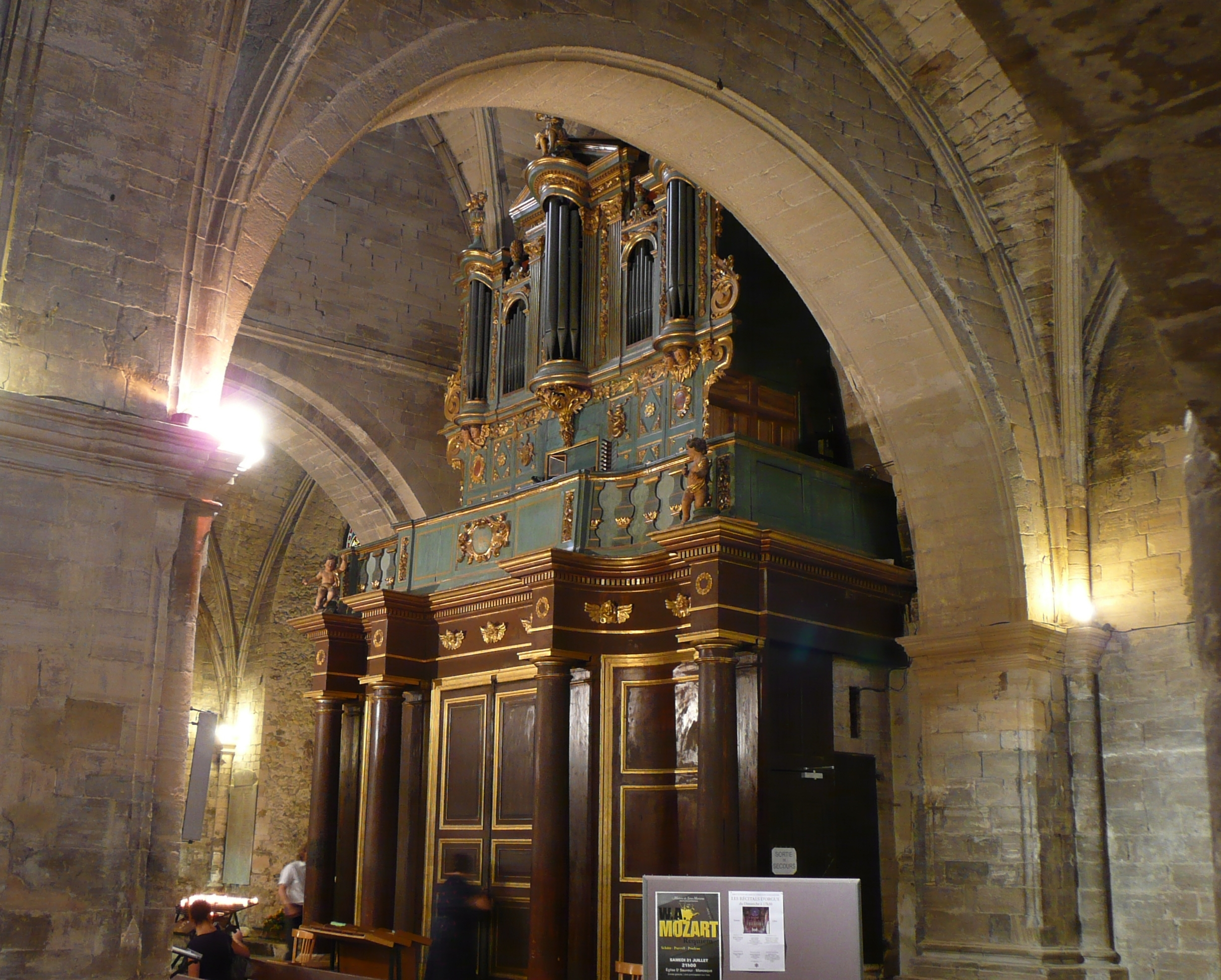
Ensemble tribune et orgue.

## Sources
- Guide Vert Michelin Alpes du Sud - Haute Provence, 4e édition 1999  (ISBN 2-06-030204-8)
- Office du Tourisme de Manosque
- Orgues, le chœur des Anges par Jean-Michel Sanchez (textes) et Olivier Placet (photos), Le Bec en l’Air  (ISBN 2-916073-01-9)
- Notice sur l'orgue affichée dans l'église